# Johann Nepomuk Mälzel

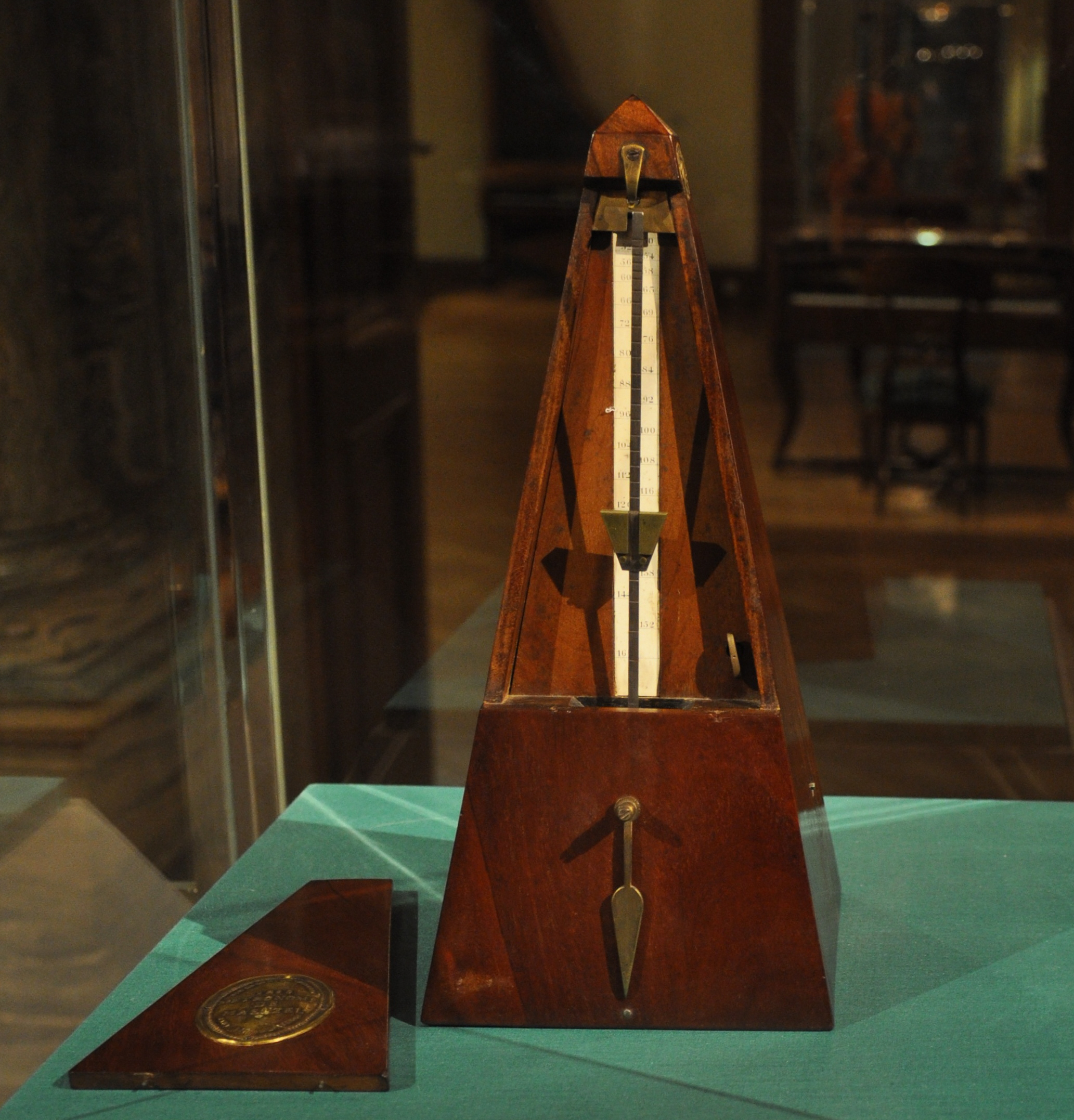
Mälzel metronómja (Párizs, 1816)

Johann Nepomuk Mälzel (1772. augusztus 15. – 1838. július 21.) feltaláló és mérnök, a metronóm feltalálója.

## Élete és munkássága
Regensburgban született, ám 1792-ben Bécsbe költözött. Sok tanulás és kísérletezés után létrehozott egy zenekarként zenélő gépezetet, ami olyan, mintha az ember szalagról hallgatná a felvételt, és később eladta 3000 kétshillingesért.[forrás?] 1804-ben megalkotott egy zenélésre képes robotot, amit fújtatóval hajtott és forgó hengerekkel irányított. Mälzel ennek köszönhetően híres és népszerű lett, számos zeneszerző csodálatát nyerte el. Később ezt az eszközt egy párizsi csodálónak eladták 120 000 frankért. 1805-ben megszerezte Kempelen Farkas félig elfelejtett sakk-automatáját, a törököt, és Párizsba vitte, és nagy haszonnal eladta bizonyos Eugene Beauharnaisnek. Visszament Bécsbe, a figyelmét egy trombitásnak szentelte, ami úgy mozgott mint egy ember. 1808-ban feltalált egy javított hallókészüléket és egy zenélő órát. 1816-ban feltalálta a metronómot (igazából Dietrich Nikolaus Winkel találmányát fejlesztette tovább.)
1817-ben Párizsból Münchenbe ment. Visszavásárolta a sakkgépet, és miután sok érdekes dolgot talált fel és fejlesztett tovább, alapított egy vállalkozást, aminek az volt a célja, hogy New Yorkban kiállítsák a találmányait.
New Yorkba a sakkozó törökkel, rengeteg zenegépével érkezett meg. Ezekkel természetesen óriási sikert aratott. A kisebb tárgyak is a szépség és a találékonyság csodái voltak. Nem volt ritkaság, hogy a sakkgéppel nyitotta meg előadását. A közönséget kérte fel a török ellen, de hiába, mert az idő túl kevés volt nekik (kikaptak erősen).
Sok évig utazgatott Észak-Amerikában, kiállítása mindenütt sikert aratott. Még a Karib-szigeteken is kétszer megfordult. Állítólag egy hajón halt meg La Guaria (Venezuela) kikötőjében, az alkohol miatt.[forrás?]

## Fordítás
- Ez a szócikk részben vagy egészben az Johann Nepomuk Maelzel című angol Wikipédia-szócikk ezen változatának fordításán alapul.  Az eredeti cikk szerkesztőit annak laptörténete sorolja fel. Ez a jelzés csupán a megfogalmazás eredetét és a szerzői jogokat jelzi, nem szolgál a cikkben szereplő információk forrásmegjelöléseként.